# Pano Platres
Pano Platres (griechisch Πάνω Πλάτρες, türkisch Yukarı Platres), auch nur Platres, ist eine Gemeinde im Bezirk Limassol in der Republik Zypern. Bei der Volkszählung im Jahr 2021 hatte sie 200 Einwohner.

## Lage und Umgebung

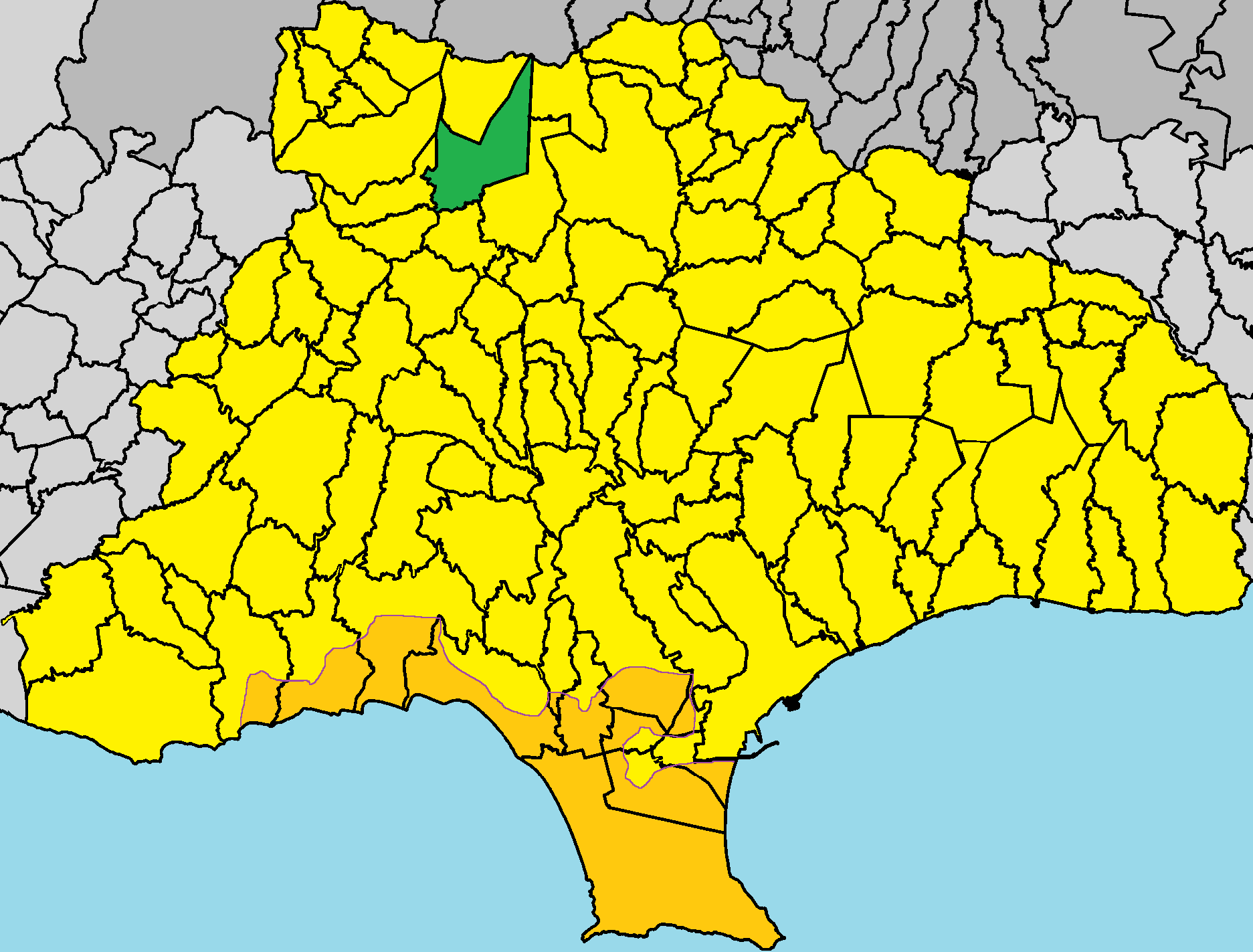
Lage im Bezirk Limassol

Pano Platres liegt im Süden der Mittelmeerinsel Zypern auf einer Höhe von etwa 1100 Metern, etwa 25 Kilometer nordwestlich von Limassol und etwa 45 Kilometer südwestlich der zypriotischen Hauptstadt Nikosia. Das etwa 27 Quadratkilometer große Dorf grenzt im Süden an Pera Pedi, im Südwesten an Mandria, im Westen an Kato Platres und Fini, im Norden an Troodos und an den Bezirk Nikosia mit der Gemeinde Kakopetria, im Südosten an Moniatis und im Nordosten an Amiandos.
Es hat während der Sommermonate ein trockenes Klima mit keiner oder minimaler Feuchtigkeit und mit deutlich niedrigeren Temperaturen als in den Städten. Der Niederschlag in Platres ist einer der höchsten in Zypern, was auf den dichten Wald und die üppige Vegetation zurückzuführen ist, die das Dorf umgeben.

## Geschichte
Pano Platres ist ein sehr altes Dorf. Es wird unter 119 Dörfern des Bezirks Limassol erwähnt, die zur Zeit der Lusignianer und der Venezianer bestanden.
Bis 2015 war die heutige Gemeinde Troodos teil von Pano Platres.

### Bevölkerungsentwicklung
| Jahr      | 1881 | 1891 | 1901 | 1911 | 1921 | 1931 | 1946 | 1960 | 1976 | 1982 | 1992 | 2001 | 2011 | 2021 |
| Einwohner | 100  | 126  | 154  | 212  | 257  | 396  | 502  | 413  | 381  | 442  | 377  | 196  | 239  | 200  |

## Tourismus
Die touristische Entwicklung von Platres begann mit der Besetzung Zyperns durch die Briten im Jahr 1878. Ab 1890 wurden im Dorf Luxusvillen, Hotels und Ferienhäuser gebaut. Der Bau verursachte zum ersten Mal einen Zustrom von Touristen nach Zypern. Das erste Hotel, das in Pano Platres gebaut wurde, war „The Cold Waters“ und wurde 1900 eröffnet. Es folgten 1905 das „Grand Hotel“, 1912 das „Pausilipon“, 1915 das „Switzerland“, 1920 das „Monte Carlo“ und 1936 das „Forest Park“ Hotel. Nach 1936 wurden noch mehr Hotels auf dem Gebiet gebaut. Die ersten Urlauber von Pano Platres waren wohl Auswanderer aus Ägypten, gefolgt von Ausländern aus der internationalen Gesellschaft Ägyptens. Fast alle Persönlichkeiten und Berühmtheiten, die nach Zypern kamen, besuchten und übernachteten in den Hotels des Dorfes. Unter ihnen der König von Ägypten Faruq, der Dichter Giorgos Seferis, der das Dorf in dem Gedicht von Eleni erwähnt, die berühmte Schriftstellerin Daphne du Maurier, Prinzessin Mary von England, Prinzessin Irene von Griechenland und viele mehr.
Während der EOKA-Kämpfe (1955–1959) war Platres zu einem Lager der britischen Armee geworden, und die Hotels waren von den Militärbehörden beschlagnahmt worden. Sie verwandelten das Dorf in ein Provinzzentrum und eine Provinzverwaltung, wo Hunderte von Bewohnern der Gegend eingesperrt und brutal gefoltert wurden. Damit hörte das Dorf auf, als Touristenort zu fungieren. Nach der Unabhängigkeit Zyperns im Jahr 1960 begann sich der Tourismus im Dorf wieder zu entwickeln, bis die türkische Invasion von 1974 den gesamten Tourismus auf der Insel beeinträchtigte. Danach begann sich der Tourismus auf Zypern sich wieder zu entwickeln, diesmal jedoch in Richtung der Küstengebiete der Insel und Platres verlor den Tourismus wieder. Aber in den letzten Jahren wurden neue Hotels, viele Ferienhäuser, Komplexe für Urlauber von Zünften und anderen Organisationen gebaut, Sommercamps, Schwimmbäder, Cafés, Unterhaltungszentren, Restaurants geschaffen und damit begann eine neue Entwicklung des Tourismus in dem Dorf.

## Sehenswürdigkeiten
- Etwa zwei Kilometer nördlich vom Ortszentrum an der Straße nach Troodos befinden sich die Kaledonischen Wasserfälle. Zugang neben der Forellenfarm Psilo Dendro.
- Der Millomeris Wasserfall liegt etwa ein Kilometer südöstlich vom Ortszentrum, man erreicht ihn über einen gut ausgebauten Wanderweg.[22]